# Microphthalma europaea
Microphthalma europaea là một loài ruồi trong họ Tachinidae.